# العلاقات التشيكية السريلانكية
العلاقات التشيكية السريلانكية هي العلاقات الثنائية التي تجمع بين التشيك وسريلانكا.

## مقارنة بين البلدين
هذه مقارنة عامة ومرجعية للدولتين:
| وجه المقارنة                                              | التشيك                                                                            | سريلانكا                         |
| --------------------------------------------------------- | --------------------------------------------------------------------------------- | -------------------------------- |
| المساحة (كم2)                                             | 78.87 ألف                                                                         | 65.61 ألف                        |
| عدد السكان (نسمة)                                         | 10.52 مليون                                                                       | 21.44 مليون                      |
| الكثافة السكانية (ن./كم²)                                 | 133.38                                                                            | 326.78                           |
| العاصمة                                                   | براغ                                                                              | سري جاياواردنابورا كوتي، كولمبو  |
| اللغة الرسمية                                             | اللغة التشيكية                                                                    | اللغة السنهالية، اللغة التاميلية |
| العملة                                                    | كرونة تشيكية، كرونة تشيكوسلوفاكية                                                 | روبية سريلانكي                   |
| الناتج المحلي الإجمالي (بليون دولار)                      | 215.73 مليار                                                                      | 87.17 مليار                      |
| الناتج المحلي الإجمالي (تعادل القوة الشرائية) بليون دولار | 356.15 مليار                                                                      | 246.62 مليار                     |
| الناتج المحلي الإجمالي الاسمي للفرد دولار أمريكي          | 17.55 ألف                                                                         | 3.93 ألف                         |
| الناتج المحلي الإجمالي للفرد دولار أمريكي                 | 31.19 ألف                                                                         | 11.11 ألف                        |
| مؤشر التنمية البشرية                                      | 0.878                                                                             | 0.757                            |
| رمز المكالمات الدولي                                      | +420                                                                              | +94                              |
| رمز الإنترنت                                              | .cz                                                                               | .lk،                             |
| المنطقة الزمنية                                           | ت ع م+01:00، ت ع م+02:00، توقيت وسط أوروبا، توقيت وسط أوروبا الصيفي، أوروبا/براغ ‏ | ت ع م+05:30                      |

## منظمات دولية مشتركة
يشترك البلدان في عضوية مجموعة من المنظمات الدولية، منها:
| علم المنظمة | اسم المنظمة                               | تاريخ انضمام التشيك | تاريخ انضمام سريلانكا |
| ----------- | ----------------------------------------- | ------------------- | --------------------- |
|             | مؤسسة التنمية الدولية                     | 1993                | 27 يونيو 1961         |
|             | يونسكو                                    | 22 فبراير 1993      | 14 نوفمبر 1949        |
|             | مؤسسة التمويل الدولية                     | 1993                | 20 يوليو 1956         |
|             | منظمة حظر الأسلحة الكيميائية              | ?                   | ?                     |
|             | الأمم المتحدة                             | 19 يناير 1993       | 14 ديسمبر 1955        |
|             | الاتحاد الدولي للاتصالات                  | 1993                | 1897                  |
|             | منظمة الشرطة الجنائية الدولية             | ?                   | ?                     |
|             | البنك الدولي للإنشاء والتعمير             | 1993                | 29 أغسطس 1950         |
|             | الاتحاد البريدي العالمي                   | ?                   | ?                     |
|             | المركز الدولي لتسوية المنازعات الاستشارية | 22 أبريل 1993       | 11 نوفمبر 1967        |
|             | وكالة ضمان الاستثمار متعدد الأطراف        | 1993                | 27 مايو 1988          |
|             | منظمة التجارة العالمية                    | ?                   | ?                     |

## وصلات خارجية
- موقع وزارة الخارجية التشيكية
- موقع وزارة الخارجية السريلانكية